# Lisa Nicole Carson
Lisa Nicole Carson, född 12 juli 1969 i Brooklyn, New York, är en amerikansk skådespelare. Carson är bland annat känd för att ha spelat Carla Reece i Cityakuten och Renée Radick i Ally McBeal.

## Filmografi i urval[1]
- 1991 - I lagens namn (TV-serie)
- 1995 - Djävul i en blå klänning
- 1996-2001 - Cityakuten (TV-serie)
- 1997-2002 - Ally McBeal (TV-serie)
- 1997 - Absolut kärlek
- 1999 - Stad i spillror